# Milotice
Milotice – gmina w Czechach, w powiecie Hodonín, w kraju południowomorawskim. Według danych z dnia 1 stycznia 2014 liczyła 1 903 mieszkańców.

## Osoby związane z miejscowością
- Evžen Boček – czeski pisarz i kasztelan zamku w Miloticach

## Przypisy

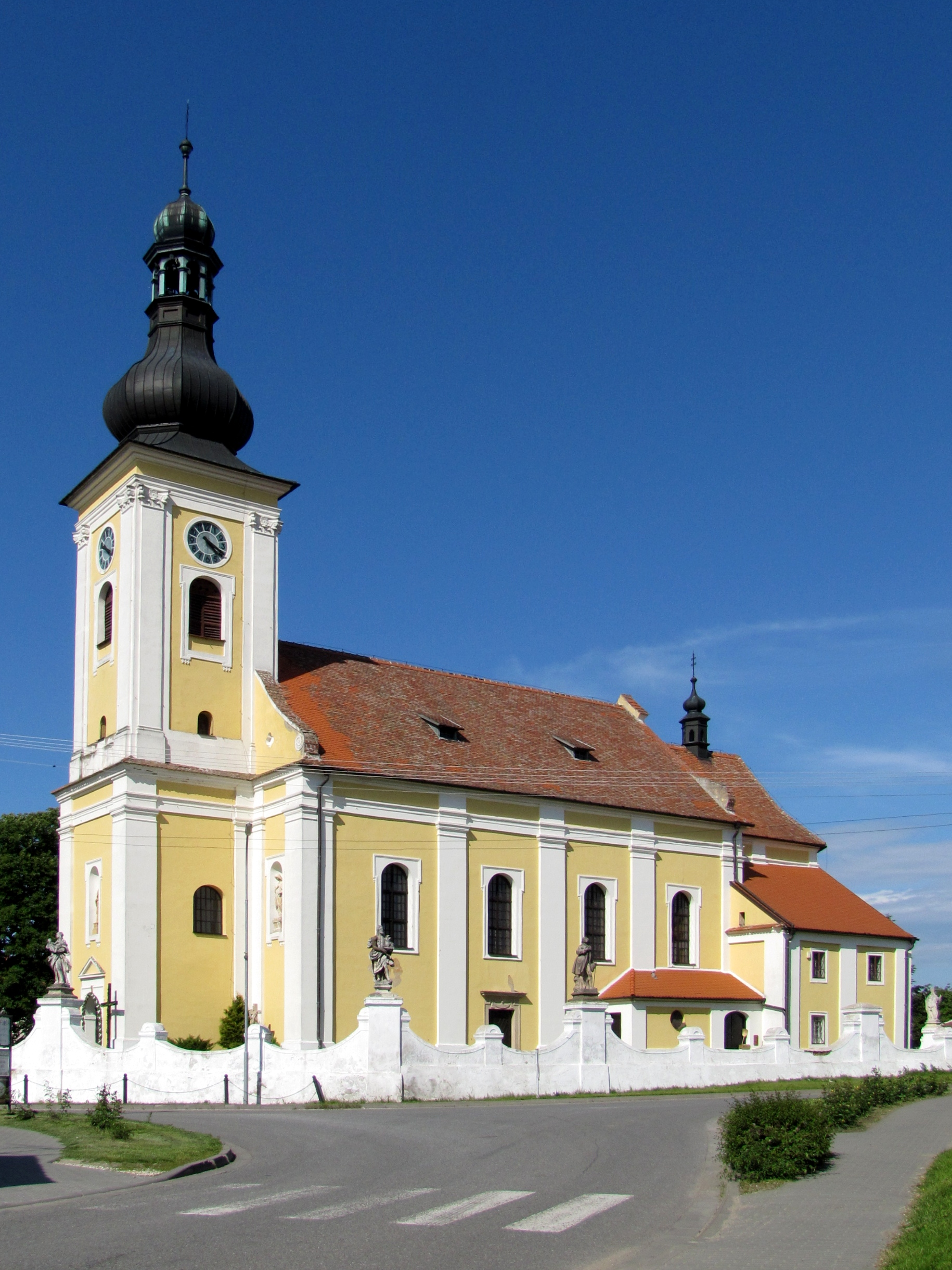
Kościół